# Gaultheria purpurea
Gaultheria purpurea är en ljungväxtart som beskrevs av Rhui Cheng Fang. Gaultheria purpurea ingår i släktet Gaultheria och familjen ljungväxter. Inga underarter finns listade i Catalogue of Life.